# VBC Biel-Bienne
Le Volleyball Club Biel-Bienne est un club suisse de volley-ball basé à Bienne. Il évolue au plus haut niveau national (Ligue Nationale A, LNA).

## Palmarès
- Championnat de Suisse
  - Vainqueur : 1961, 1962, 1963
- Coupe de Suisse
  - Vainqueur : 1962, 1971
  - Finaliste : 1977.

## Effectifs

### Saison 2011-2012
Entraîneur : Pedro Carolino  Brésil